# Linostomella sphaerosperma
Linostomella sphaerosperma är en svampart som först beskrevs av Karl Wilhelm Gottlieb Leopold Fuckel, och fick sitt nu gällande namn av Franz Petrak 1925. Linostomella sphaerosperma ingår i släktet Linostomella och familjen Boliniaceae.  Artens status i Sverige är: Osäker förekomst. Inga underarter finns listade i Catalogue of Life.